# NGC 4381
NGC 4381 est une vaste galaxie spirale située dans la constellation des Chiens de chasse. NGC 4381 a été découverte par l'astronome germano-britannique William Herschel en 1788. Cette galaxie a aussi été observée par l'astronome français Guillaume Bigourdan le 8 mars 1886 et elle a été inscrite au catalogue NGC sous la cote NGC 4357.

## Caractéristiques
La classe de luminosité de NGC 4381 est II-III et elle présente une large raie HI. Selon la base de données Simbad, NGC 4381 est une galaxie LINER, c'est-à-dire une galaxie dont le noyau présente un spectre d'émission caractérisé par de larges raies d'atomes faiblement ionisés. (Note : HyperLeda et Simbad ne contiennent aucune donnée pour NGC 4381 et elles sont sous l'entrée NGC 4357).

### Distance
Sa vitesse par rapport au fond diffus cosmologique est de4 317 ± 14 km/s, ce qui correspond à une distance de Hubble de 63,7 ± 4,5 Mpc (∼208 millions d'al).
À ce jour, sept mesures non basées sur le décalage vers le rouge (redshift) donnent une distance de 53,171 ± 11,243 Mpc (∼173 millions d'al), ce qui est à l'intérieur des valeurs de la distance de Hubble. Notons cependant que c'est avec la valeur moyenne des mesures indépendantes, lorsqu'elles existent, que la base de données NASA/IPAC calcule le diamètre d'une galaxie et qu'en conséquence le diamètre de NGC 4381 pourrait être d'environ 72,2 kpc (∼235 000 al) si on utilisait la distance de Hubble pour le calculer.

### Galaxie isolée
NGC 4381 est une galaxie du champ, c'est-à-dire qu'elle n'appartient pas à un amas ou un groupe et qu'elle est donc gravitationnellement isolée. 

### Brillance de surface
En raison d'une brillance de surface égale à 14,11 mag/am2, on peut qualifier NGC 4381 de galaxie à faible brillance de surface (LSB en anglais pour low surface brightness). Les galaxies LSB sont des galaxies diffuses (D) avec une brillance de surface inférieure de moins d'une magnitude à celle du ciel nocturne ambiant.

## Supernova
La supernova SN 1995D a été découverte dans NGC 4381 (NGC 4357 sur le site consulté) le 16 janvier 1995 par Alessandro Gabrijelcic. Cette supernova était de type II.